# Лучница (памятник)
«Лу́чница» (пол. Łuczniczka; нем. Bogenspannerin) — бронзовая скульптура в польском Быдгоще, ставшая одним из самых узнаваемых символов города. Скульптура работы Фердинанда Лепке расположена в Парке Яна Кохановского напротив Польского театра. Является одной из старейших скульптур, сохранившихся в Быдгоще. До настоящего времени сохранились ещё четыре копии статуи в нескольких городах Германии.
Статуя «Лучница» на постаменте из розового гранита изображает молодую обнажённую женщину, растягивающую лук. У неё классические пропорции спортивного тела. Девушка обута в римские сандалии. Размеры скульптуры: 210 см (высота), 128 см (ширина), 35 см (глубина). Сама фигура лучницы — 175 см (рост), 77 см в талии и 105 см — обхват бедер.

## История
Скульптура, вероятно, была создана в 1908 году и была одной из последних работ Фердинанда Лепке, поскольку он умер от пневмонии 13 марта 1909 года в Берлине в возрасте 43 лет. «Лучница» демонстрировалась на выставках в Мюнхене и Берлине и вызвала большой интерес со стороны профессионалов и посетителей и похвальные отзывы в прессе. Фотографии статуи были также опубликованы в нескольких профессиональных художественных журналах. Миниатюрная версия из гипса высотой 80 см  демонстрировалась в тогда ещё Бромберге в мае 1910 года на выставке, организованной Германским обществом искусства и науки (нем. Deutsche Gesellschaft für Kunst und Wissenschaft). Увлечённый искусством местный банкир и филантроп Левин Луи Аронсон после посещения этой выставки пожелал приобрести копию скульптуры.
Луи Аронсон приобрёл скульптуру за 7500 немецких золотых марок. Бургомистр Бромберга Хуго Вольф отправился в Берлин, чтобы связаться с братом покойного Лепке и купить оригинал, а не одну из нескольких копий, которые сделал художник. Хуго Вольф поддерживал хорошие отношения с Фердинандом Лепке ещё с тех пор, как скульптор спроектировал колоссальный фонтан «Потоп», открытый на площади Свободы в 1904 году. Статуя прибыла в Бромберг 26 августа 1910 года, официальная церемония открытия состоялась 18 октября 1910 года, к 60-летию со дня рождения Луи Аронсона. В то время фигура была установлена на пьедестале, стоящем посреди клумбы на Театральной площади, рядом с Городским театром. Стрела лучницы была нацелена на боковую стену театра, параллельно улице Мостовой.
Обнаженная женская фигура в центре города вызывала эмоциональные дискуссии в консервативном польском обществе в межвоенный период. В Берлине копия «Лучницы», установленная в 1908 году, также вызывала неоднозначную реакцию. Во время религиозных праздников статую полностью закрывали или одевали, чтобы не отвлекать участников шествий. Проживавшая в то время в Быдгоще 20-летняя кинозвезда Пола Негри была активной сторонницей неоклассической статуи. В 1928 году городской совет пытался провести решение о сносе памятника на том основании, что «Лучница» якобы символизировала прежнюю прусскую власть. На месте «Лучницы» предлагалось установить статую Иисуса Христа, поскольку ранее здесь располагались монастырь и церковь кармелитов. Кирилл Ратайский, мэр Познани, предложил выкупить «Лучницу» для его города, если будет выставлен счёт. И мнение быдгощцев о «Лучнице» изменилось: памятник остался в Быдгоще, но был перенесен в другое место на Театральной площади, однако ближе к реке, чтобы не привлекать случайных взглядов прохожих.
Осенью 1939 года немецкие войска перенесли «Лучницу» обратно на прежнее место рядом с улицей, где она оставалась до 1945 года. Во время боевых действий в январе 1945 года скульптура получила повреждения от пуль, попавших ей в спину, руки и ноги. Тем не менее она пережила пожар и разрушение муниципального театра. В мае 1948 года была произведена реставрация «Лучницы» под руководством местного скульптора Петра Триблера.
В 1955 году скульптура была перенесена на площадь рядом с районным музеем на улице Гданьской, а в 1960 году — в Парк Яна Кохановского напротив Польского театра. Этот шаг был связан с запланированной реконструкцией на Театральной площади Памятника Свободы на площади Свободы; проект не был реализован, но «Лучница» осталась там же, где находится и сейчас. В 1987 и 1990 годах были выполнены работы по консервации, чтобы очистить от коррозии фигуру и стрелу.
19 апреля 2013 года, в ознаменование 667-й годовщины городской хартии, была открыта новая статуя «Новая лучница», являющаяся аллюзией на оригинальную статую «Лучницы»: она стоит на сфере, слегка наклонив голову, глаза закрыты, спортивное тело отклонено назад. Новая статуя находится на площади перед главным входом в Новую оперу. Скульптуру выполнил Мацей Ягодзиньски-Ягенмеер из Торуня. «Новая лучница» выполнена из бронзы и покрыта хромом, весит 200 кг, имеет высоту 1,8 м — на пять сантиметров больше, чем у оригинальной «Лучницы».

## Другие копии
Наряду с быдгощской «Лучницей» Фердинанд Лепке выполнил несколько копий, которые установлены в следующих городах:
- Кобург, родной город Фердинанда Лепке, на севере Баварии. Копия Лучницы до сих пор стоит в городском парке.
- Берлин приобрёл ещё одну копию в 1908—1909 годах. Она размещалась напротив железнодорожной станции рядом с ратушей, но была повреждена во время Второй мировой войны и сдана на слом в 1947 году. В 1994 году благодаря общественной инициативе скульптура была отлита вновь, и с 1997 года она стоит на Музейном острове в Колоннадном дворе[5].
- Херингсдорф, на острове Узедом . Копия является украшением парка и до сих пор стоит перед отелем «Диана»'. Эта «Лучница» принадлежала семье Фердинанда Лепке, как и весь морской курорт «Диана».
- Вильгельмсхафен, скульптура была открыта 18 июня 1982 года. Эта копия была выполнена со статуи в Кобурге. Средства на неё собрала ассоциация немцев — выходцев из Быдгоща (нем. Bidegast Vereinigung).

## Культурное влияние
Статуя лучницы изображена во многих литературных произведениях местных писателей, художников и фотографов.
Неизвестно, кто был моделью для фигуры «Лучницы». Рассматриваются следующие версии:
- Подруга Генриха Зеелинга, основателя бывшего муниципального театра Бромберга;
- Юлия, дочь Левина Луи Аронсона (переехала в Аахен с семьёй, дальнейшая судьба неизвестна);
- Одна из моделей Фердинанда Лепке из Берлина.

В наши дни эта фигура является одним из важнейших символов Быдгоща. Её изображение используется на марках, значках и публикациях, посвященных городу.
Статуэтки «Лучницы» раздают участникам городских конкурсов, мероприятий и фестивалей. В 2002 году название Łuczniczka было присвоено недавно построенной спортивной шоу-арене. Быдгощская команда американского футбола носит название «Быдгощские лучники», что является аллюзией на скульптуру.
Через полвека после Лучницы была изготовлена статуя «Диана-охотница» (1942) Хуана Олагибеля перед одноименным фонтаном в Мехико, где богиня также изображена в виде обнажённой женщины с натянутым луком. Копии этой статуи были установлены в ряде других мексиканских городов, а позднее пародийная версия мексиканской статуи (работа Рикардо Понзанелли) была установлена в Пуэбло (штат Колорадо) перед зданием Pueblo Union Depot.

## Галерея
- Польский театр на заднем плане
- Статуя и клумба
- Вид на аллею Адама Мицкевича на заднем плане
- Деталь бюста
- Деталь спины